# Henry Stapp
Henry Stapp é um físico estadunidense, bastante conhecido pelo seu trabalho em mecânica quântica.

## Biografia
Após ter recebido o seu doutorado em física de partículas pela Universidade da Califórnia, em Berkeley, sob a supervisão dos laureados com o Prêmio Nobel Emilio Segrè e Owen Chamberlain, Stapp mudou-se para o ETH de Zurique para fazer trabalho de pós-doutorado sob a orientação de Wolfgang Pauli. Durante esse período ele redigiu um artigo chamado “Mind, Matter and Quantum Mechanics” (“Mente, Matéria e Mecânica Quântica”), que jamais foi submetido a nenhuma editora ou periódico para publicação, mas que tornar-se-ia o título do seu livro de 1993. Quando Pauli morreu, em 1958, Stapp mudou-se para Munique, agora em companhia de Werner Heisenberg. Embora tenha feito importante contribuições para, entre outras coisas, a análise da difusão próton-próton e o desenvolvimento da teoria analítica da matriz-S, Stapp talvez seja mais conhecido pelo seu atual trabalho relativo aos fundamentos da mecânica quântica, com um foco especial na explicação do papel e da natureza da consciência. Ele é também especialista no Teorema de Bell, tendo resolvido problemas relacionados à não-localidade apresentados por John Bell e Albert Einstein. Stapp atualmente faz as suas pesquisas no Laboratório Nacional de Lawrence Berkeley.

## Consciência
Parte do trabalho de Stapp diz respeito às implicações da mecânica quântica para o fenômeno da consciência.
Stapp é um dos pesquisadores que defende a ideia de que ondas quânticas entram em colapso ao interagirem com a consciência. Ele argumenta que as ondas quânticas sofrem colapso quando cérebros inteligentes selecionam uma dentre várias possibilidades quânticas como base para uma futura ação. A sua teoria de como a mente interage com a matéria por meio de processos quânticos no cérebro difere daquela de Penrose e Hameroff. Enquanto estes postulam a computação quântica nos microtúbulos dos neurônios, Stapp acredita em um colapso mais global por meio do colapso da função de onda “referente à mente” que utiliza certos aspectos do efeito quântico Zeno nas sinapses para explicar o fenômeno da atenção. A sua visão é exposta de forma mais clara no seu livro, “Mindful Universe: Quantum Mechanics and the Participating Observer”.

### Análise
As leis conhecidas da teoria quântica, abordadas de forma a incluir o colapso da função de onda, são indeterministas; elas não especificam completamente nem as ações que nós executamos nem os resultados que experimentamos em termos do estado matemático anterior do universo, e a escolha de ações não é determinada nem mesmo estatisticamente. Assim, de acordo com pelo menos uma teoria ortodoxa contemporânea, o universo do qual nós somos parte evolui, até onde a ciência contemporânea pode afirmar, de uma forma que não precisa ser determinada exclusivamente pelos aspectos da natureza relativos à matéria (embora a existência de fatores imateriais determinantes continue sendo objeto de especulação). Um corolário desta visão de realidade é que a história do universo não necessita ser uma estrutura quadridimensional fixa, conforme proclamou a física do século dezenove, mas está avançando de forma gradual e constante rumo ao futuro, de forma coerente com o senso comum. Segundo Stapp, cada aumento do conhecimento humano está associado a um colapso da função de onda, que é um “ato de criação” que se constitui em um passo ao longo da seta do tempo. Assim, o livre arbítrio poderia ser visto como fator diretamente instrumental na evolução do universo.